# Karin Johnson
Karin Johnson, född 1967 i Karlstad, är en svensk konstnär.
Karin Johnson studerade vid Stockholms universitet 1988–1989, Nyckelviksskolan 1989–1990, Gerlesborgsskolan i Stockholm 1990–1992 och Konsthögskolan i Umeå 1992–1997. Hon var tidigare tillsammans med Ingrid Eriksson, Carina Gunnars och Anna Kindgren medlem i konstnärsgruppen Love and devotion. Separat har hon bland annat genomfört utställningen Karin Johnson på Galleri 4X i Linköping och Hello-Goodbye på Ömalm i Stockholm. Hon har medverkat grupputställningarna Fyra på Piteå konsthall, Projekt Ars på Helsingforsakademien och Aggressive Export på Pilot Gallery i Oakland Nya Zeeland.